# Adiantopsis dactylifera
Adiantopsis dactylifera är en kantbräkenväxtart som beskrevs av Link-Pérez och Leo J. Hickey. Adiantopsis dactylifera ingår i släktet Adiantopsis och familjen Pteridaceae. Inga underarter finns listade.